# Brandon Ormonde-Ottewill
Brandon Rutherford Ormonde-Ottewill (Londen, 21 december 1995) is een Engels voetballer die doorgaans als verdediger speelt.

## Carrière

### Swindon Town
Ormonde-Ottewill speelde in de jeugd van Arsenal, waar hij in 2015 transfervrij vertrok naar Swindon Town. Hiermee speelde hij twee jaar in de League One, het derde niveau van Engeland.

### Helmond Sport
Hij tekende in juli 2017 een contract voor één jaar bij Helmond Sport. Door blessureleed kwam hij maar 1 wedstrijd in actie.

### FC Dordrecht
Zijn aflopende contract bij Helmond Sport werd niet verlengd, hierdoor vertrok Ormonde-Ottewil transfervrij naar FC Dordrecht trok, waar hij een contract tot 2020 tekende. Bij Dordrecht werd hij een vaste basisspeler. In januari 2020 werd hij voor een half seizoen aan Excelsior verhuurd.

### Excelsior
In juli 2020, werd hij door Excelsior gekocht.

### Statistieken
| Seizoen                                                        | Club            | Competitie     | Competitie | Competitie | Beker | Beker | Overig* | Overig* | Totaal | Totaal |
| Seizoen                                                        | Club            | Competitie     | Wed.       | Dlp.       | Wed.  | Dlp.  | Wed.    | Dlp.    | Wed.   | Dlp.   |
| -------------------------------------------------------------- | --------------- | -------------- | ---------- | ---------- | ----- | ----- | ------- | ------- | ------ | ------ |
| 2015/16                                                        | Swindon Town FC | League One     | 28         | 1          | 1     | 0     | 1       | 0       | 30     | 1      |
| 2016/17                                                        | Swindon Town FC | League One     | 21         | 1          | 2     | 0     | 3       | 0       | 26     | 1      |
| 2017/18                                                        | Helmond Sport   | Eerste divisie | 1          | 0          | 0     | 0     | —       | —       | 1      | 0      |
| 2018/19                                                        | FC Dordrecht    | Eerste divisie | 33         | 0          | 1     | 0     | —       | —       | 34     | 0      |
| 2019/20                                                        | FC Dordrecht    | Eerste divisie | 21         | 0          | 2     | 0     | —       | —       | 23     | 0      |
| 2019/20                                                        | → Excelsior     | Eerste divisie | 1          | 0          | 0     | 0     | —       | —       | 1      | 0      |
| Carrièretotaal                                                 | Carrièretotaal  | Carrièretotaal | 105        | 2          | 6     | 0     | 4       | 0       | 115    | 2      |
| *Bevat wedstrijden uit de EFL Cup en de Football League Trophy |                 |                |            |            |       |       |         |         |        |        |
| Bijgewerkt op 6 februari 2020                                  |                 |                |            |            |       |       |         |         |        |        |